# Jože Bole
Jože Bole, slovenski zoolog malakolog, predavatelj in akademik, * 17. junij 1929, Ljubljana, † 26. december 1995, Ljubljana.

## Življenje in delo
Akademik Bole, vodilni slovenski malakolog (strokovnjak za mehkužce), je leta 1953 diplomiral na ljubljanski Prirodoslovno matematični fakulteti ter 1960 doktoriral na Biotehniški fakulteti v Ljubljani. Leta 1959 je postal sodelavec Biološkega inštituta Jovana Hadžija pri Slovenski akademiji znanosti in umetnosti ter bil od 1973 njegov upravnik. Morfološko je obdelal mnogo vrst polžev in Kuščerjevo kongerijo (znanstveno Congeria kusceri), edino živečo podzemeljsko školjko. Hadžijev filogenetski sistem živali je dopolnil z novimi pogledi na evolucijo mehkužcev. Mnogo raziskav je posvetil ekologiji in zoogeografiji podzemeljskih mehkužcev. Vnesel je nove poglede v ekološko klasifikacijo podzemeljskih vrst polžev. Razvojno bogate in zaradi endemitov svojevrstne favne mehkužcev z zahodnobalkanskega območja je razložil glede na geomorfološka dogajanja v preteklosti. Veliko se je ukvarjal z zoocenotskim raziskovanjem posameznih območij Slovenije in s problematiko varstva narave. Njegove raziskave sodijo v vrh zooloških raziskovanj v nekdanji Jugoslaviji in so pomembno prispevale k poznavanju mehkužcev na južnoevropskem območju. Od leta 1977 je bil izredni (dopisni), od 1985 pa redni član Slovenske akademije znanosti in umetnosti (SAZU). Napisal in objavil je več knjig in znanstvenih člankov. Bil je tudi urednik zbirke Catalogus faunae Jugoslaviae. Leta 1990 je prejel Jesenkovo priznanje.